# KZ-Außenlager Grüneberg

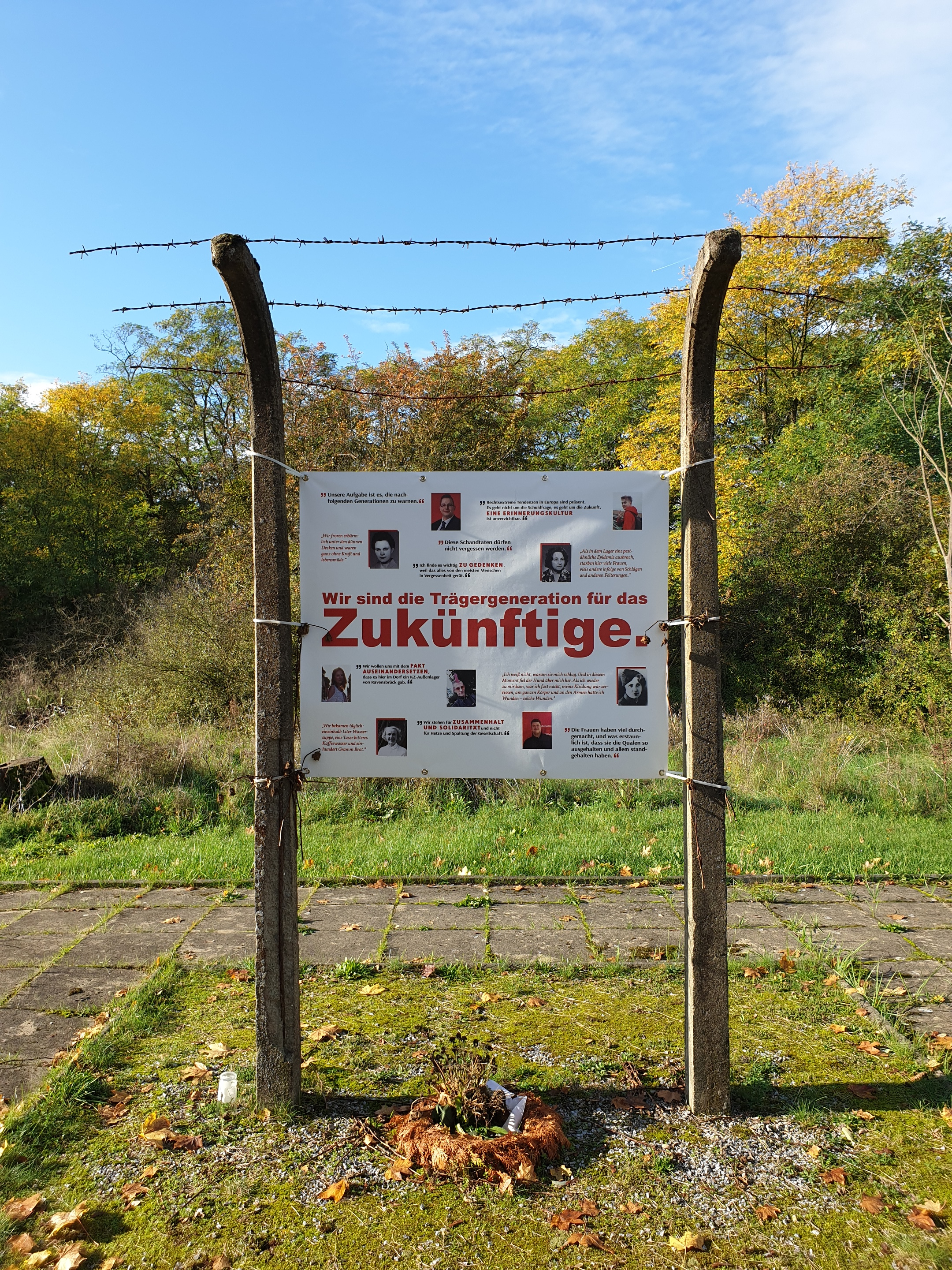
Denkmal KZ-Außenlager Grüneberg

Das KZ-Außenlager Grüneberg war ein Außenlager des Konzentrationslagers Ravensbrück in der Zeit des Nationalsozialismus. Es wurde 1943 in Grüneberg (heute Ortsteil der Gemeinde Löwenberger Land) im Norden der Provinz Brandenburg errichtet. Bis 1945 mussten dort Frauen Zwangsarbeit in einer Munitionsfabrik der Polte-Werke leisten.

## Geschichte
Das Außenlager wurde am 6. März 1943 bezogen. Es bestand aus zehn Baracken, davon acht Schlafbaracken, ein Speisesaal und eine Krankenbaracke. Anfangs waren 350, im November 1944 bis zu 1700 Häftlingsfrauen in dem Lager untergebracht. Die Häftlinge stammten größtenteils aus der Sowjetunion und Polen sowie aus der Tschechoslowakei, Jugoslawien, Griechenland, Frankreich und den Niederlanden; es waren auch Deutsche unter ihnen.
Die Frauen mussten in jeweils zwölfstündigen Schichten sieben Tage in der Woche Zwangsarbeit leisten und Infanterie- und 2-cm-Munition herstellen. Das Außenlager wurde zwischen dem 22. und 26. April 1945 geräumt. Ende April erreichte die Rote Armee das Gelände.
Am 1. September 1989 wurde auf Initiative von Grüneberger Bürgern mit Unterstützung der CDU-Ortsgruppe und der Mahn- und Gedenkstätte Ravensbrück ein Denkmal am Ort des ehemaligen Außenlagers eingeweiht. Es ist unter Verwendung zweier Originalpfeiler dem Lagerzaun nachempfunden.
Bis 1994 war die ehemalige Baracke der Wachmannschaften als letztes Gebäude des ehemaligen Außenlagers erhalten.